# Sella Nevea
Sella Nevea (friuliska: Nevee, slovenska: Na Žlebeh) är ett bergspass och en vintersportort i Friuli-Venezia Giulia i Italien. Tidigare var platsen ett jordbruksområde, och här utkämpades strider vid första världskriget, innan man från 1970 och framåt utvecklats som vintersportort. Tävlingar vid juniorvärldsmästerskapen i alpin skidsport 2002 avgjordes här.

### Fotnoter
1. ↑  ”Results FIS Alpine Junior World Ski Championships” (på engelska). FIS. 24 februari-3 mars 2002. http://data.fis-ski.com/alpine-skiing/results.html?place_search=&seasoncode_search=2002&sector_search=AL&date_search=&gender_search=&category_search=WJC&codex_search=&nation_search=&disciplinecode_search=&date_from=01&search=Search&limit=50. Läst 11 februari 2014.